# Iya
Iya je menší a v současnosti nečinný stratovulkán (637 m), nacházející se na malém poloostrově při jižním pobřeží indonéského ostrova Flores. Sopka je nejjižněji položená a zároveň nejmladší ze skupiny vulkánů (Iya, Rooja a Pui), tvořící zmíněný poloostrov. V současnosti je neaktivní, neboť k poslední erupci došlo v lednu 1969.